# William Dean Howells

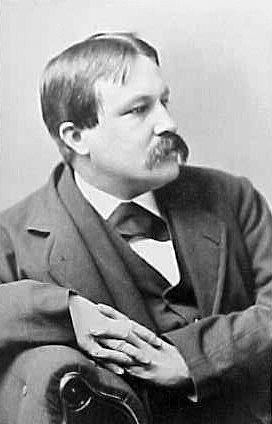
William Dean Howells

70. Geburtstag 1907 in der Sonntagsbeilage der New York Times

William Dean Howells (* 1. März 1837 in Martinsville (heute Martins Ferry), Ohio; † 11. Mai 1920 in Neu England) war ein US-amerikanischer Schriftsteller, Literaturkritiker und Zeitschriftenredakteur. Seine bekanntesten Werke sind A Modern Instance (1881) und The Rise of Silas Lapham (1885).

## Leben und Karriere
Geboren als zweites von insgesamt acht Kindern erlebte Howells eine unstete Kindheit. Die Familie wechselte häufig den Wohnort und lebte unter anderem in der utopischen Kommune Eureka Mills. Geprägt von seinem Vater, einem Redakteur und Schriftsetzer, lernte William D. Howells den Beruf des Schriftsetzers. Parallel dazu erlernte er im Selbststudium verschiedene Sprachen, darunter auch deutsch, und begann mit dem Schreiben kurzer Gedichte und Aufsätze, die er im Ohio State Journal und im Atlantic Monthly veröffentlichte.
Einen ersten nationalen Erfolg erzielte Howells mit einer Biografie des Präsidentschaftskandidaten Abraham Lincoln, die dieser in seinem Wahlkampf einsetzte. Mit den Einnahmen aus diesem Werk finanzierte Howells seinen Umzug nach New England, wo er zahlreiche literarische Größen, darunter Nathaniel Hawthorne, Henry David Thoreau, Walt Whitman, Ralph Waldo Emerson und Sarah Orne Jewett kennenlernte.
Nach einer kurzen Zeit in New England nahm Howells das Amt des Honorarkonsuls von Venedig an, das ihm als Dank für seine Leistungen im Präsidentschaftswahlkampf angeboten wurde. Während seines vierjährigen Italienaufenthalts (1861–1865) lernte er seine Frau Elinor Mead Howells kennen, die ihm drei Kinder schenkte (Winifred * 1863, John Mead * 1868, Mildred * 1872).
Mit der Rückkehr nach New England kehrte Howells auch zum Atlantic Monthly zurück. Hier arbeitete er zunächst als stellvertretender Herausgeber, ehe er 1871 zum Herausgeber wurde. Als einflussreicher Herausgeber einer literaturgeprägten Zeitschrift wurden zahlreiche bekannte amerikanische Autoren persönliche Freunde Howells. Eine jahrzehntelange Freundschaft verband ihn mit Mark Twain. Persönlich widmete er sich der grundsätzlichen Literaturwissenschaft und wurde zum Verfechter des (amerikanischen) Realismus. In der Auseinandersetzung mit Romantikern entwickelte sich der von Howells propagierte Realism War.
Im Jahre 1881 beendete Howells sein Engagement beim Atlantic Monthly und veröffentlichte seine Arbeiten in verschiedenen regionalen Magazinen. Gleichzeitig profilierte er sich als Förderer regionaler Autoren und half diesen bei der Veröffentlichung ihrer Werke.
Als Anerkennung seiner Leistung wurde Howells nach der Gründung der American Academy of Arts and Letters 1904 zu ihrem ersten Präsidenten gewählt. Ebendiese Akademie rief als weitere Anerkennung Howells' im Jahre 1915 die bis heute bekannte Howells-Medaille ins Leben.
Howells starb am 11. Mai 1920 in New England an den Folgen einer Lungenentzündung. Sein Enkel, der Sohn seines Sohnes John Mead Howells, eines erfolgreichen Architekten, war der Anthropologe William White Howells (1908–2005).

## Schriftstellerische Phasen
Neben seiner Arbeit als Redakteur und Herausgeber verschiedener Magazine schrieb Howells zahlreiche Kurzgeschichten, Gedichte und Novellen. Hier sind drei Phasen zu unterscheiden.
- Frühe Werke: Die frühen Werke Howells' stehen vornehmlich im Zeichen des Broterwerbs. Howells versuchte den Geschmack der amerikanischen Ostküstenbevölkerung zu treffen, um möglichst viele Auftragsarbeiten anfertigen zu können, die ihm sein finanzielles Überleben sicherten. In diesem Zusammenhang ist auch die erfolgreiche Erstellung einer Kampagnen-Biographie von Abraham Lincoln zu sehen.

- Realismus: Irritiert durch den Gegensatz zwischen romantischer Schriftstellerei und den unübersehbaren Problemen des „realen“ Amerikas verschrieb sich Howells dem Realismus. Für Howells war die Romantik eines der grundsätzlichen Probleme der Schriftstellerei, da sie seiner Meinung nach dazu beitrug, dass die Amerikaner die Augen vor der Realität verschlossen und sich in Phantasiewelten flüchteten. Als einer der ersten Autoren thematisierte Howells gesellschaftliche Probleme des Gilded Age. So befasste er sich mit der Sklavereiproblematik (An imperative duty, 1892), der Ausbeutung der Arbeiterschaft (Annie Kilburn, 1888) und sozialen Missständen (Editha, 1905). In diesem Zusammenhang ist auch sein bekanntestes Werk The Rise of Silas Lapham zu sehen, das sich mit dem Aufstieg eines Geschäftsmannes befasst. Howells erhoffte sich, dass die explizite Beschreibung dieser Missstände zu einem Umdenken der amerikanischen Bevölkerung führen könnte.

- Autobiografische Phase: In Rückbesinnung auf seine Wurzeln in Ohio und angestachelt durch einen Besuch im Jahre 1888 befassen sich viele späte Werke Howells' mit seiner Heimat (u. a. A boy's town 1890 und The Kentons 1903). Diese Werke, die eindeutig autobiografisch geprägt sind, zählen unter Kritikern zu Howells’ schwächeren Werken.

Aufgrund des Romans A Traveler from Altruria (1894, deutsch Ein Reisender aus Altrurien) und dessen Fortsetzung Through the Eye of the Needle (1907, deutsch: Durchs Nadelöhr) gilt Howells als früher Vertreter des sozial engagierten utopischen Romans.
Der Roman Seen and Unseen at Stratford-upon-Avon: A Fantasy (1914) und eine Reihe phantastischer Erzählungen – hauptsächlich gesammelt in Questionable Shapes (1903) und Between the Dark and the Daylight (1907) – bilden die Grundlage für Howells’ Einordnung als Vorläufer der modernen Science-Fiction und Phantastik.
Seine Erzählung Christmas Every Day (1892) soll die Inspiration für Danny Rubins Drehbuch von Und täglich grüßt das Murmeltier (1993) gewesen sein.

## Bibliografie
- Poems of Two Friends (Gedichte, mit John J. Piatt, 1860)
- Venetian Life (Reiseessays, 1866)
- Italian Journeys (Reiseessays, 1867)
  - Deutsch: Leben in Venedig. Übersetzt von Gertraud Michel. Rütten & Loening, 1987, ISBN 3-352-00117-0.
- No Love Lost: A Romance of Travel (Gedichte, 1869)
- Suburban Sketches (Essays, 1871)
- Their Wedding Journey (Roman, 1872)
- A Chance Acquaintance (Roman, 1873)
- Poems (Gedichte, 1873)
- A Foregone Conclusion (Roman, 1874)
- The Parlor Car (Drama, 1876)
- A Counterfeit Presentment (Drama, 1877)
- The Lady of The Aroostook (Roman, 1879)
- The Undiscovered Country (Roman, 1880)
- A Fearful Responsibility (Erzählungen, 1881, auch als A Fearful Responsibility and Tonnelli’s Marriage, 1882)
- Dr. Breen's Practice (Roman, 1881)
- The Sleeping Car (Drama, 1882)
- A Modern Instance (Roman, 1882)
- A Woman's Reason (Roman, 1883)
- Three Villages (Essays, 1884)
- Tuscan Cities (Essays, 1885)
- The Rise of Silas Lapham (Roman, 1885)
  - Deutsch: Die grosse Versuchung. Übersetzt von Eduard Klein. Mit einem Nachwort von Karl-Heinz Wirzberger. Volk und Welt, Berlin 1958.
- Indian Summer (Roman, 1886)
- The Minister's Charge (Roman, 1886)
- Annie Kilburn (Roman, 1887/88)
- Modern Italian Poets (Essays, 1887)
- April Hopes (Roman, 1888)
- Mark Twain's Library of Humor (1888, mit Mark Twain)
- A Hazard of New Fortunes (Roman, 1889)
- The Shadow of a Dream (Roman, 1890)
- A Boy's Town (Jugendbuch, 1890)
- Criticism and Fiction (Essays, 1891)
- Christmas Every Day (Erzählungen, 1892)
- The Quality of Mercy (Roman, 1892, auch als Mercy)
- An Imperative Duty (Roman, 1892)
  - Deutsch: Pflichtgefühl. Übersetzt von A. Wiedemann. Engelhorns allgemeine Romanbibliothek Jg. 12, Bd. 8, 1895.
- The Coast of Bohemia (Roman, 1893)
- My Year In a Log Cabin (1893)
- The World of Chance (Roman, 1893)
- The Mouse-Trap and Other Farces (Drama, 1894)
- A Traveler from Altruria (Roman, 1894)
  - Deutsch: Ein Reisender aus Altrurien. Übersetzt von Wolfgang Barthel. Rütten & Loening, 1980.
- Stops of Various Quills (Gedichte, 1895)
- The Day of Their Wedding (Roman, 1896)
- A Parting and a Meeting (Roman, 1896)
- Idyls in Drab (The Day of Their Wedding und A Parting and a Meeting, 1896)
- The Landlord At Lion's Head (Roman, 1897)
- The Open-Eyed Conspiracy (Roman, 1897)
- The Story of a Play (Roman, 1898)
- Ragged Lady (Roman, 1899)
- Their Silver Wedding Journey (Roman, 1899, gekürzte Ausgabe als Hither and Thither in Germany, 1920)
- A Pair of Patient Lovers (Erzählungen, 1901)
- The Flight of Pony Baker (Roman, 1902)
- The Kentons (Roman, 1902)
- Questionable Shapes (Erzählungen, 1903)
- Letters Home (Roman, 1903)
- The Son of Royal Langbrith (Roman, 1904)
- Editha (1905)
- London Films (Essays, 1905)
- Miss Bellard’s Inspiration (Roman, 1905)
- Certain Delightful English Towns (Essays, 1906)
- Between the Dark and the Daylight (Erzählungen, 1907)
- Through the Eye of the Needle (Roman, 1907)
  - Deutsch: Durchs Nadelöhr. Übersetzt von Wolfgang Barthel. Rütten & Loening, 1990, ISBN 3-352-00366-1.
- The Mulberries in Pay’s Garden (Gedichte, 1907)
- Heroines of Fiction (Essays, 1908)
- The Landlord At Lion's Head (Roman, 1908)
- Fennel and Rue (Roman, 1908)
- My Mark Twain: Reminiscences (1910)
- New Leaf Mills (Roman, 1913)
- Seen and Unseen at Stratford-upon-Avon: A Fantasy (Erzählung, 1914)
- The Leatherwood God (Roman, 1916)
- Years of My Youth (Autobiografie, 1916)
- The Vacation of the Kelwyns (Roman, 1920)
- Mrs. Farrell (Roman, 1921)

Briefe
- Life in Letters of William Dean Howells (1928, Hrsg. Mildred Howells)
- Mark Twain-Howells Letters (1960, Hrsg. H. N. Smith und William M. Gibson)
- W. D. Howells: Selected Letters  (6 Bde., 1978–1983, Hrsg. C. Lohmann et al.)
- If Not Literature: Letters of Elinor Mead Howells (1988, Hrsg. Ginette de B. Merrill und George Arms)

Werke
- A selected edition of W.D. Howells (1968 ff., Hrsg. John K. Reeves, Indiana University Press)
- The Complete Plays of W. D. Howells (1960, v. Walter J. Meserve)
- W. D. Howells as Critic (1973, Hrsg. Edwin H. Cady)
- The Early Prose Writings of William Dean Howells (1853–1861) (1990, Hrsg. Thomas Wortham)
- Novels 1875-1886 (1982)
- Critical Essays on W. D. Howells, 1866–1920 (1983, Hrsg. Edwin H. Cady and Norma W. Cady)